# Stictopisthus flaviceps
Stictopisthus flaviceps là một loài tò vò trong họ Ichneumonidae.